# (2272) Montezuma
(2272) Montezuma és un asteroide que forma part del cinturó interior d'asteroides i va ser descobert per Tom Gehrels el 16 de març de 1972 des de l'observatori Palomar, Estats Units.
Al principi va rebre la designació de 1972 FA. Més endavant, en 1993, es va anomenar en honor de l'emperador asteca Moctezuma Xocoyotzin (1466-1520).
Orbita a una distància mitjana de 1,867 ua del Sol, podent allunyar-se'n fins a 2,035 ua i acostar-s'hi fins a 1,699 ua. Té una excentricitat de 0,09 i una inclinació orbital de 24,33 graus. Empra 931,5 dies a completar una òrbita al voltant del Sol. Montezuma pertany al grup asteroidal d'Hungaria.
La magnitud absoluta de Montezuma és 13,94 i el període de rotació de 8,183 hores. Està assignat al tipus espectral S de la classificació Tholen.